# Lipowe Pole Skarbowe
Lipowe Pole Skarbowe est une localité polonaise de la gmina de Skarżysko Kościelne, située dans le powiat de Skarżysko en voïvodie de Sainte-Croix.